# Месец (тарот карта)
Месец (XVIII) је осамнаести адут или карта Велике Аркане у већини традиционалних тарот шпилова. Користи се у игрању игара као и у прорицању .

## Опис
Карта приказује ноћну сцену, где су приказана два велика стуба. Вук и припитомљени пас завијају на Месец док рак излази из воде. Месец има „шеснаест дугих и шеснаест кратких зракова“ и „ избацује влагу росе у великим капима“ (укупно 15 у шпилу Рајдер–Вејт) које су све у облику хебрејског јода.

## Тумачење
Према књизи А. Е. Вејта из 1910. Сликовни кључ тарота, „карта представља живот маште осим живота духа... Пас и вук су страхови природног ума у присуству тог места излаза, када постоји само рефлектована светлост која га води... Интелектуална светлост је одраз и иза ње је непозната мистерија коју не може открити.” Поред тога, „Осветљава нашу животињску природу“ и према Вејту, „порука је 'мир, буди миран; и може се десити да ће доћи до смирења животињске природе, док ће понор испод престати да одустаје од облика.'"

Вејт пише да карта Месец носи неколико гатачких асоцијација:
18. МЕСЕЦ – Скривени непријатељи, опасност, клевета, тама, терор, обмана, окултне силе, грешка. Обратно: Нестабилност, непостојаност, тишина, мањи степен обмане и грешке.

## Алтернативни шпилови
- У „фламанском шпилу” Ванденбора, Месец приказује жену која седи у десном углу, а дрво у левом углу. Месец је директно изнад њега. Она је приказана са предњом у десној руци и левом предњом нитком.
- У француском тарот шпилу Виевилле из 17.века, уместо горе наведене сцене, приказана је старија жена поред дрвета која се врти вретеном и колутом, а месец сија изнад главе.